# كيني مورغانز
كيني مورغانز (بالإنجليزية: Kenny Morgans)‏ هو لاعب كرة قدم بريطاني في مركز الهجوم، ولد في 16 مارس 1939 في سوانزي في المملكة المتحدة، وتوفي بنفس المكان في 18 نوفمبر 2012. لعب مع سوانزي سيتي ومانشستر يونايتد ونادي باري تاون يونايتد ونادي كمبران تاون ونيوبورت كونتي.

## وصلات خارجية
- كيني مورغانز على موقع قاعدة بيانات كرة القدم.إي يو (الإنجليزية)